# 7 (George Strait)
#7 è il sesto album in studio del cantante di musica country statunitense George Strait, pubblicato nel 1986.

## Tracce
1. Deep Water – 2:31 (Fred Rose)
2. Nobody in His Right Mind Would've Left Her – 2:50 (Dean Dillon)
3. Rhythm of the Road – 2:16 (Dan McCoy)
4. I'm Never Gonna Let You Go – 3:08 (Clay Blaker)
5. You Still Get to Me – 2:03 (Dan McCoy)
6. Stranger Things Have Happened – 2:48 (David Chamberlain)
7. It Ain't Cool to Be Crazy About You – 2:49 (Dillon, Royce Porter)
8. Why'd You Go and Break My Heart – 2:39 (David Anthony)
9. My Old Flame Is Burnin' Another Honky Tonk Down – 2:55 (Mack Vickery, Wayne Kemp, Bobby Borchers)
10. Cow Town – 2:49 (Hal Burns, Tex Ritter)